# Dones a l'Uruguai
Les dones de l'Uruguai són dones nascudes, que viuen o provenen de l'Uruguai. Segons Countries and Their Cultures (Paisos i les seves cultures, 2001), hi ha una «proporció molt elevada» de dones uruguaianes que participen en la mà d'obra del país sud-americà. La legislació uruguaiana sosté que les dones de l'Uruguai tenen els mateixos drets sobre el poder, l'autoritat i els privilegis. Però en realitat les dones encara no ocupen «importants posicions econòmiques, professionals, polítiques, socials i religioses». En relació amb l'esfera política, la ONU Woman va informar que un estudi de la Unió Interparlamentària (IPU) el 2012 va classificar a l'Uruguai com «el 103è dels 189 països en termes de representació de dones al Parlament». El rànquing baix d'Uruguai és en part a causa de la baixa participació política de les dones; només el 16% dels membres del Parlament són dones (2014).

## Femenisme
Una prominent femenista uruguaiana és Paulina Luisi. Luisi va ser líder del moviment feminista a l'Uruguai. El 1909 es va convertir en la primera dona del país en obtenir un títol de medicina i va ser molt respectada. Va representar a l'Uruguai en conferències internacionals de dones i va viatjar per tot Europa. Ella va expressar la seva opinió sobre els drets de les dones, i el 1919, Paulina va començar la lluita pels drets de les dones a l'Uruguai. El 1922, la Conferència Panamericana de les Dones va nomenar a Paulina Luisi com a vicepresidenta honorària de la reunió i va seguir sent activista fins que Uruguai va donar a les dones el dret de vot.

## La violència domèstica
La violència domèstica és un problema molt greu, especialment els anomenats crims passionals, que continuen sent legislats segons l'article 36 del Codi Penal (La passió provocada per l'adulteri). Des del 2013, s'han continuat els esforços polítics per eliminar aquesta disposició del Codi Penal. Abans de 2006, els autors de violació podrien evitar el càstig si, després de la violació, es casaven amb la víctima. La llei de l'Uruguai contra la violència domèstica és la Llei nº 17.514, promulgada el 2002.

## Avortament
La llei d'avortament de l'Uruguai és molt liberal en comparació amb els altres països llatinoamericans. El 2012, Uruguai es converteix en el segon país d'Amèrica Llatina, després de Cuba, per legalitzar l'avortament sota demanda (durant les primeres 12 setmanes d'embaràs).

## Les dones en la política
A diferència de la majoria dels altres països llatinoamericans, les dones no estan molt presents en la política. Uruguai té un dels percentatges més baixos de dones polítiques a Amèrica Llatina.

## Urugaianes destacades

### Actrius
- Abigail Pereira
- Alicia Alfonso
- Andrea Ghidone
- Bárbara Mori
- China Zorrilla
- Clara Berenbau
- Claudia Fernández
- Dahd Sfeir
- Elena Zuasti
- Elli Medeiros
- Estela Golovchenko
- Eunice Castro
- Florencia Colucci
- Gabriela Acher
- Gabriela Toscano
- Henny Trayles
- Imilce Viñas
- Isabel Pisano
- Kenya Mori
- Liliana García
- Luisa Vehil
- Margarita Musto
- Margarita Xirgu
- Margot Cottens
- María Azambuya
- María Mendive
- María Noel Genovese
- María Padín
- Mary da Cuña
- Mirtha Reid
- Mónica Farro
- Natalia Cigliuti
- Natalia Oreiro
- Nelly Weissel
- Pelusa Vera
- Roxana Blanco
- Trinidad Guevara
- Virginia Dobrich

### Artistes
- Adela Neffa
- Agó Páez Vilaró
- Águeda Dicancro
- Amalia Nieto
- Amalia Polleri
- Ana Barrios Camponovo
- Carla Witte
- Cecilia Vignolo
- Eloísa Ibarra
- Gladys Afamado
- Hilda López
- Jill Mulleady
- Lacy Duarte
- Leonilda González
- Magali Herrera
- Margaret Whyte
- María Freire
- Mariví Ugolino
- Petrona Viera
- Susana Olaondo

### Advocades
- Adela Reta
- Ana Lía Piñeyrúa
- Azucena Berrutti
- Clotilde Luisi
- Fanny Puyesky
- Graciela Bianchi
- Isabel Pinto de Vidal
- Marcia Collazo
- Sara Bossio
- Sofía Álvarez Vignoli

### Ballarines
- Abigail Pereira
- Andrea Ghidone
- Berta Pereira
- Claudia Fernández
- Eunice Castro
- Flor de María Rodríguez
- Graciela Figueroa
- María Noel Riccetto
- Mónica Farro
- Rosa Luna
- Tina Ferreira
- Virginia Dobrich

### Cantants
- Amalia de la Vega
- Diane Denoir
- Elli Medeiros
- Erika Büsch
- Laura Canoura
- Laura Prieto
- Luciana Mocchi
- Maia Castro
- Maika Ceres
- Malena Muyala
- Natalia Oreiro
- Raquel Pierotti
- Rina Massardi
- Samantha Navarro

### Científiques
- Alejandra Melfo
- Amalia Dutra
- Elisa Izaurralde
- Erna Frins
- Ida Holz
- Mariana Meerhoff
- Mercedes Pascual

### Directores de cinema
- Beatriz Flores Silva
- Rina Massardi
- Valeria Puig

### Educadores
- Adela Castell
- Alcira Soust Scaffo
- Alicia Haber
- Amalia Polleri
- Azucena Arbeleche
- Beatriz Álvarez Sanna
- Dolores Castillo
- Dorila Castell de Orozco
- Esmeralda Mallada
- Glenda Rondán
- Graciela Bianchi
- Helena Corbellini
- Ida Holz
- Ivonne Passada
- Marcia Collazo
- Margarita Musto
- María Mendive
- María Stagnero de Munar
- Mariana Percovich
- Mary da Cuña
- Mercedes Rein
- Olga Pierri
- Teresa Amy

### Empresàries
- Beatriz Flores Silva
- Irma Avegno
- Lætitia d'Arenberg
- Mercedes Menafra

### Escriptores
- Adela Castell
- Alcira Soust Scaffo
- Alicia Porro
- Amalia Polleri
- Amanda Berenguer
- Amparo Menéndez-Carrión
- Ana Barrios Camponovo
- Ana Ribeiro
- Armonía Somers
- Beatriz Santos Arrascaeta
- Carmen Posadas
- Carolina de Robertis
- Cecilia Curbelo
- Circe Maia
- Claudia Amengual
- Clotilde Luisi
- Concepción Silva Bélinzon
- Cristina Peri Rossi
- Cristina Rodríguez Cabral
- Delmira Agustini
- Dorila Castell de Orozco
- Edda Fabbri
- Eloísa García Etchegoyhen
- Estela Golovchenko
- Esther de Cáceres
- Ethel Afamado
- Fanny Puyesky
- Gabriela Onetto
- Giselda Zani
- Gladys Afamado
- Gladys Castelvecchi
- Gladys Parentelli
- Gloria Escomel
- Helen Velando
- Helena Corbellini
- Ida Vitale
- Idea Vilariño
- Inés Bortagaray
- Juana de Ibarbourou
- Lalo Barrubia
- Luisa Luisi
- Malí Guzmán
- Marcia Collazo
- Margarita Musto
- María de Montserrat Albareda Roca
- María Esperanza Barrios
- María Eugenia Vaz Ferreira
- Marosa di Giorgio
- Marta Canessa
- Matilde Bianchi
- Mercedes Rein
- Michelle Suárez Bértora
- Mirta Macedo
- Natalia Mardero
- Paula Einöder
- Selva Casal
- Susana Soca
- Teresa Amy
- Teresa Porzecanski
- Virginia Brindis de Salas

### Esportistes
- Adriana Castillo
- Aída Camaño
- Alesandra Ferrari
- Alexia Da Silva
- Ana Lucía Migliarini de León
- Ana María Norbis
- Andrea Foglia
- Antonella Ferradans
- Antonella Scanavino
- Brisa Da Silva
- Carina Felipe
- Carolina Birizamberri
- Carolina Lozado
- Catherin Berni
- Cecilia Comunales
- Cecilia Domeniguini
- Cinthia Martínez
- Claudia Acerenza
- Claudina Vidal
- Daiana Farías
- Daniela Olivera
- Déborah Gyurcsek
- Déborah Rodríguez
- Diana Cabrera
- Dolores Moreira
- Edrit Viana
- Elena Juricich
- Elena Ospitaletche
- Eliana Falco
- Emilia Figueroa
- Esperanza Pizarro
- Estefanía Craciún
- Estrella Puente
- Fabiana Gómez
- Fátima Barone
- Fay Crocker
- Federica Silvera
- Felicia Ospitaletche
- Fernanda Marrochi
- Fiorella Bonicelli
- Giovanna Yun
- Inés Remersaro
- Jemina Rolfo
- Joaquina Rosillo
- Josefa Vicent
- Josefina Villanueva
- Jussara Castro
- Karol Bermúdez
- Laura Daners
- Lorena Graña
- Lourdes Viana
- Luciana Gómez
- Lylian Castillo
- Marcela Britos
- Margarita Martirena
- María Pía Fernández
- Mariana Fleitas
- Mariana Foglia
- Mariana Gómez
- Mariana Pion
- Mariángeles Caraballo
- Mercedes Saiz
- Mónica Falcioni
- Naiara Ferrari
- Noelia Artigas
- Ornella Palla
- Pamela González
- Paula Basaistegui
- Paula Fynn
- Pierina Montenegro
- Rafa Ancheta
- Rosa María Silva
- Rossina Soca
- Ruth Apt
- Sabrina Soravilla
- Serrana Fernández
- Sindy Ramírez
- Sofia Cherone
- Sofía Olivera
- Sofía Rito
- Soledad Faedo
- Stefanía Maggiolini
- Stefany Suárez
- Stephanie Lacoste
- Stephanie Tregartten
- Susana Saxlund
- Valeria Colmán
- Viviana Ferrari
- Wendy Carballo
- Ximena Velazco
- Yamila Badell
- Yanina Fernández
- Yannel Correa
- Yesica Hernández

### Juristes
- Adela Reta
- Alba Roballo
- Azucena Berrutti
- Diana Saravia Olmos
- Jacinta Balbela
- Sara Bossio

### Models
- Bianca Sánchez
- Camila Vezzoso
- Fatimih Dávila
- Johana Riva
- Micaela Orsi
- Paula Díaz
- Sofía Marrero
- Stephany Ortega

### Polítiques
- Adriana Peña
- Beatriz Argimón
- Bertha Sanseverino
- Carina Perelli
- Constanza Moreira
- Daniela Payssé
- Diana Saravia Olmos
- Elisa Delle Piane
- Elizabeth Arrieta
- Glenda Rondán
- Graciela Bianchi
- Isabel Pinto de Vidal
- Ivonne Passada
- Julia Pou
- Lucía Topolansky
- Macarena Gelman
- Martha Montaner
- Michelle Suárez Bértora
- Paulina Luisi
- Sofía Álvarez Vignoli
- Susana Andrade
- Susana Dalmás
- Yeanneth Puñales